# Lasiocampa serrula
Lasiocampa serrula is een vlinder uit de familie van de  spinners. De wetenschappelijke naam werd gepubliceerd in 1858 door Guenee.
De soort komt voor in Europa.